# 马尔科·阿瑙托维奇
马尔科·阿瑙托维奇（1989年4月19日—），奧地利足球運動員，司職前鋒，現時効力塞尔维亚足球超级联赛球會貝爾格萊德紅星。他在荷甲球會特温特出道，曾效力意甲球会博洛尼亚，亦曾效力德甲球會雲達不來梅。出生於奥地利維也納，父親是塞爾維亞人，而母親是奧地利人。

## 俱乐部生涯
2009年夏季，阿瑙托维奇外借至國際米蘭。2010年1月6日，他在国际米兰客场1比0击败切沃的比赛中替补巴洛特利出场，完成在国米的首次亮相。

### 不萊梅
2010年6月4日，阿瑙托维奇以600萬歐元轉會到不來梅。

### 斯托克城
2013年9月2日，英超球會史篤城從德甲雲達不來梅簽入24歲奧地利國家隊代表阿瑙托维奇，轉會費為200萬英鎊，合約為期四年。

### 上海上港
2019年7月8日，中国足球超级联赛球队上海上港宣布签下阿瑙托维奇。

### 博洛尼亚
2021年，意大利甲级联赛球队博洛尼亚宣布签下阿瑙托维奇。

### 国际米兰
2023年8月17日，意大利甲级联赛球队国际米兰以1000万的转会费将阿瑙托维奇转走。

## 国家队生涯
2021年5月24日，他入选了2020年欧洲足球锦标赛的阵容。 6月13日，在C组首场比赛对阵北马其顿时，阿瑙托维奇为奥地利队打进了第三个进球。 在庆祝进球期间，他被指控对对手队中的阿尔巴尼亚裔球员埃茲揚·阿里奧斯基和埃格松·贝塔伊使用了种族主义侮辱。事后，他为自己的言论道歉，但否认自己的语言具有种族歧视性质。 随后，欧足联宣布对阿瑙托维奇的行为进行调查。 他因“侮辱另一名球员”被欧足联禁赛一场，错过了奥地利对阵荷兰的下一场欧洲杯比赛。 欧足联没有发现他使用的语言具有歧视性质。
2022年6月6日，阿瑙托维奇在2022-23欧洲国家联赛A级对阵丹麦的比赛中，迎来了他代表奥地利的第100场比赛，但球队以1比2失利。 同年9月25日，在同一赛事中，奥地利主场1比3负于克罗地亚的比赛中，他以104次出场成为奥地利出场次数最多的球员，打破了安德烈亚斯·赫尔佐格的纪录。
2024年6月7日，阿瑙托维奇入选了2024年欧洲足球锦标赛的26人名单。 6月21日，他在对阵波兰的比赛中罚进一粒点球，并作为队长带领球队以3比1获胜。

## 榮譽

### 球會
國際米蘭
- 歐冠冠軍：2009-10
- 意甲冠軍：2009-10 ,2023-24
- 義大利盃冠軍：2009-10
- 義大利超級盃冠軍：2023

## 外部連結
- 足球数据库：马尔科·阿瑙托维奇的球员统计数据
- 马尔科·阿瑙托维奇在National-Football-Teams.com的資料
- Player profile at FC Twente （荷兰文）
- 马尔科·阿瑙托维奇的新浪微博